# Elizabeth Kerr
Elizabeth Kerr (Kansas City, Misuri, 15 de agosto de 1912 - Long Beach, California, 13 de enero de 2000) fue una actriz de televisión, cine y teatro estadounidense.

## Biografía
Participó en obras de teatro en Broadway entre 1934 y 1961, para luego intervenir en algunos episodios de exitosas series y comedias para la televisión como The Six Million Dollar Man, The Dukes of Hazzard, The Bob Newhart Show, St. Elsewhere, Police Woman, Mork y Mindy.
Su papel en la serie Mork y Mindy de las temporadas 1 y 4 (1978-1982), como Cora Hudson, abuela de Mindy McConnell y suegra de Fred McConnell, es de un aspecto matronal y con un carácter humorista frío y puramente sarcástico, supuestamente proveniente del hecho de ser suegra de un yerno no muy aceptado.
Tuvo papeles secundarios en películas como Messenger of Peace (1947), Six Bridges to Cross (1955) y Frankie and Johnny (1991).